# Stefan Płaza
Stefan Płaza – polski perkusista rhythm and bluesowy i rockowy, wywodzący się ze śląskiego środowiska muzycznego.

## Życiorys
Urodził się i wychował w Katowicach. Mieszkał w domu przy ul. Mikołowskiej, nieopodal miejsca zamieszkania wokalisty Romana „Pazura” Wojciechowskiego i perkusisty Marka Gmyrka. Uczył się gry na fortepianie i perkusji. W latach 60. współpracował z wieloma śląskimi grupami, takimi jak m.in. Ślęzanie czy Twarze Dzielnicy Południowej, będące jednym z pierwszych zespołów bluesowych i blues-rockowych na Górnym Śląsku. To właśnie on zajął miejsce Gmyrka w tej drugiej formacji, grając z R. Wojciechowskim, Henrykiem Szpernolem (gitara elektryczna) i Krystianem Wilczkiem (gitara basowa). Udzielał się także w życiu śląskiego środowiska muzycznego, biorąc m.in. udział w legendarnym jam session w klubie „Proton” zakładu Elektromontaż, mieszczącego się na Pętli Słonecznej w Katowicach. Tamże zagrał na dwa zestawy perkusyjne z Jerzym Piotrowskim oraz z Romanem Wojciechowskim (śpiew) i Irkiem Dudkiem (harmonijka ustna). W  drugiej połowie 1969 roku rozpoczął ogólnopolską karierę, grając w grupie Wiślanie 69 z którą koncertował i dokonał licznych nagrań radiowych, płytowych, a także telewizyjnych. 

Założyliśmy pierwszy zespół i od czasu do czasu robiliśmy próby... Bębny naszego perkusisty bardzo często stały u mnie w piwnicy – także gdy wracałem ze szkoły to siadałem i grałem... Wtedy już znaliśmy synkopę... Pierwszą synkopę usłyszałem w kiosku Ruchu w drodze do szkoły... Chyba w 1969 roku, kupując bilet na tramwaj usłyszałem fragment utworu zespołu Wiślanie i tam fantastyczny Stefan Płaza (którego później poznałem osobiście i z którym grałem chyba na jam session), jako pierwszy perkusista z tych znanych zespołów w Polsce – grał synkopowany rytm... Nie mogłem dojść do szkoły... Byłem tak pod wrażeniem tej synkopy, że właściwie – ani fizyka, ani matma, wf... Nie miały już dla mnie znaczenia... Byłem pochłonięty odkrywaniem swojego świata.

Z końcem września 1970 roku perkusista wraz z zespołem rozpoczął 9-miesięczne tournée po Holandii, gdzie również nagrywał. W związku z tym nie mógł przyjąć propozycji Józefa Skrzeka odnośnie swojego dołączenia do powstającego wówczas SBB. W 1973 roku rozpoczął współpracę z grupą Breakout z którą nagrał longplay pt. Ogień. Następnie wyemigrował do Holandii, gdzie grywał m.in. z zespołami Spellbound, Voodoo Chops i gdzie zmarł.

## Dyskografia[2][7]

### Albumy
- 1970 – Skąd my się znamy (Pronit)
- 2001 – Skąd my się znamy (reedycja) (Polskie Nagrania „Muza”)[9]

### Kompilacje
- 1969 – Kozaczok (Pronit)
- 1970 – Telewizyjna Giełda Piosenki (3): Czy nawet kilku dni nie chcesz podarować mi? (Polskie Nagrania „Muza”)
- 1970 – Discorama (1): Sam gdy zechcę powrócę (Pronit)
- 1993 – Złote Lata Polskiego Beatu 1972 – vol. 1, 2: Zachodźże słoneczko / Kiedy nadejdzie czas / Nie na zawsze (Polskie Nagrania „Muza”)
- 1993 – Złote Lata Polskiego Beatu 1970 – vol. 3: Czy nawet kilku dni nie chcesz podarować mi? (Polskie Nagrania „Muza”)

### Single
- 1970 – Kiedyś spotkamy się znów/Szept przydrożnych wierzb (Polskie Nagrania „Muza”)
- 1970 – Chcę wierzyć twoim słowom/Czy nawet kilku dni nie chcesz podarować mi? (Pronit)
- 1971 – Maybe she, Maybe you [Może ona, może ty]/Clear sun [Zachodźże słoneczko] (EMI-Imperial [NL])

### Czwórki
- 1969 – Kiedyś przecież spotkamy się znów/Czerwone maliny/Za daleko ten twój brzeg/Tam gdzie wiślany brzeg (Polskie Nagrania „Muza”)

### Nagrania radiowe
- wrzesień 1969: W lesie nad potokiem (voc. E. Żakowicz), Skąd my się znamy (voc. E. Żakowicz);
- 1970: Zachodźże słoneczko (voc. E. Żakowicz), Sam gdy zechcę, to wrócę (voc. J. Hryniewicz), Czy nawet kilku dni nie chcesz podarować mi? (voc. E. Żakowicz);
- 1972: Czerwone lata (voc. E. Żakowicz), Nie na zawsze (voc. E. Żakowicz), Dzisiaj zmienił się świat (voc. E. Żakowicz), Kiedy nadejdzie czas (voc. R. Wojciechowski), Deszcze padają nocą (voc. E. Żakowicz), A o nas nie wie nikt (voc. R. Wojciechowski)

### Albumy
- 1973: Ogień (Polskie Nagrania „Muza”)

- 2000: Spellbound (Paulus Potters Productions)
- 2001: Spellbound 2 (Paulus Potters Productions)
- 2001: Spellbound 3 (Paulus Potters Productions)
- 2006: The Best Of Paulus Potters & Spellbound (Paulus Potters Productions)

- 2002: Flowers for You (Paulus Potters Productions)
- 2002: So close to You (Paulus Potters Productions)